# Albisaurus
Albisaurus Fritsch, 1905 è un genere di dinosauri ornitischi di identità incerta, noto soltanto attraverso fossili incompleti risalenti al Cretacico superiore, rinvenuti nella Repubblica Ceca.

## Descrizione
Nel 1893 il paleontologo ceco Antonin Fritsch (o Frič, secondo la grafia slava), scoprì una scaglia dermica e la classificò come appartenente ad una nuova specie di dinosauro che chiamò Albisaurus scutifer. Nel 1905 trovò un altro reperto, un frammento di un osso indeterminato, che attribuì ad una seconda specie, l'Albisaurus albinus. Sebbene un tempo fossero entrambe classificate fra gli Iguanodontidae, le due specie rimangono nomina dubia, in quanto i reperti sono talmente generici che ormai si tende a ritenerli come non appartenenti a dinosauri.